# Cerura canadensis
Cerura canadensis är en fjärilsart som beskrevs av Mcdunnough 1932. Cerura canadensis ingår i släktet Cerura och familjen tandspinnare. Inga underarter finns listade i Catalogue of Life.